# 泉田站
泉田站（日语：／ Izumita eki */?）是位於山形縣新庄市大字泉田2244番，東日本旅客鐵道（JR東日本）的奧羽本線車站。

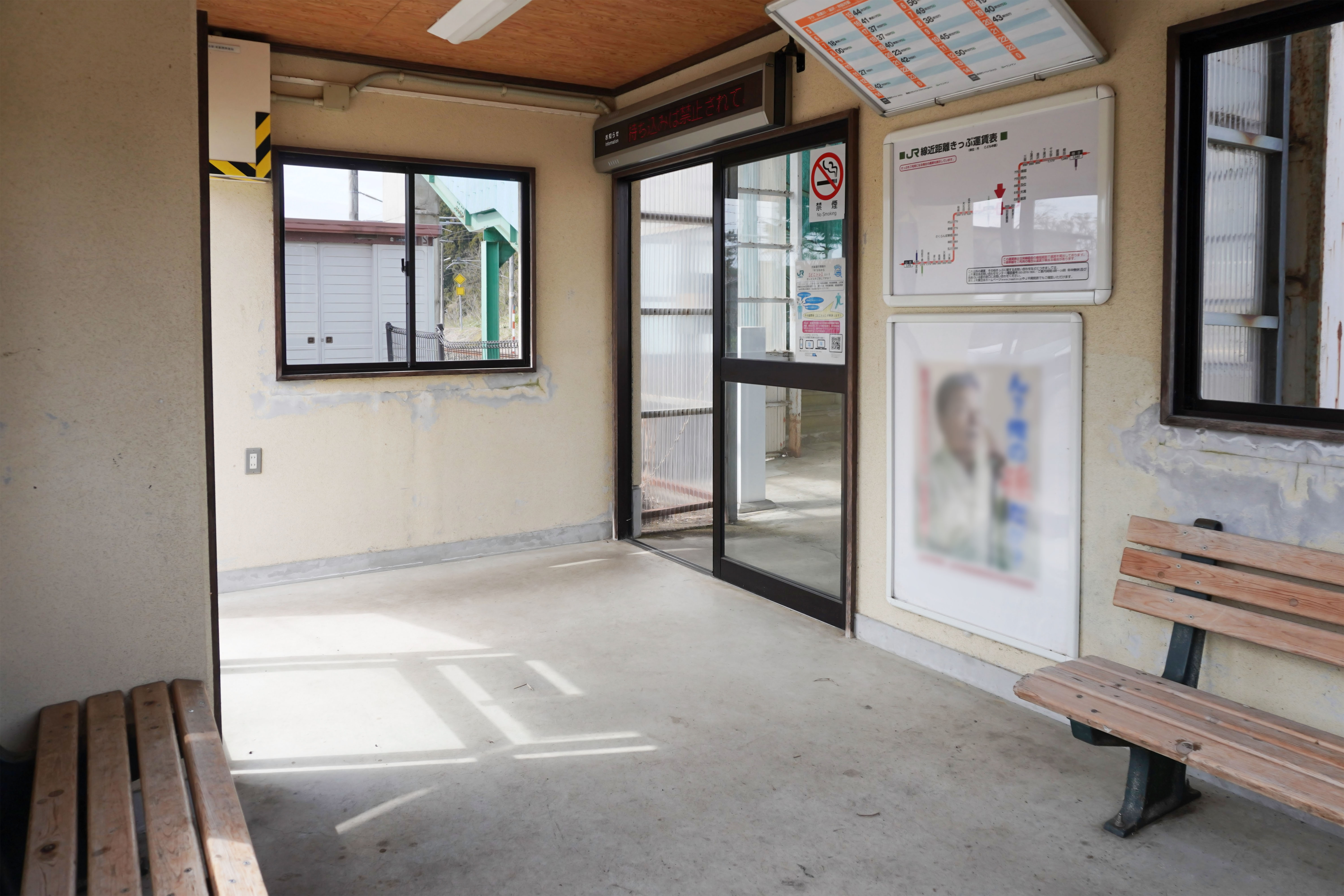
候車室内（2024年4月）

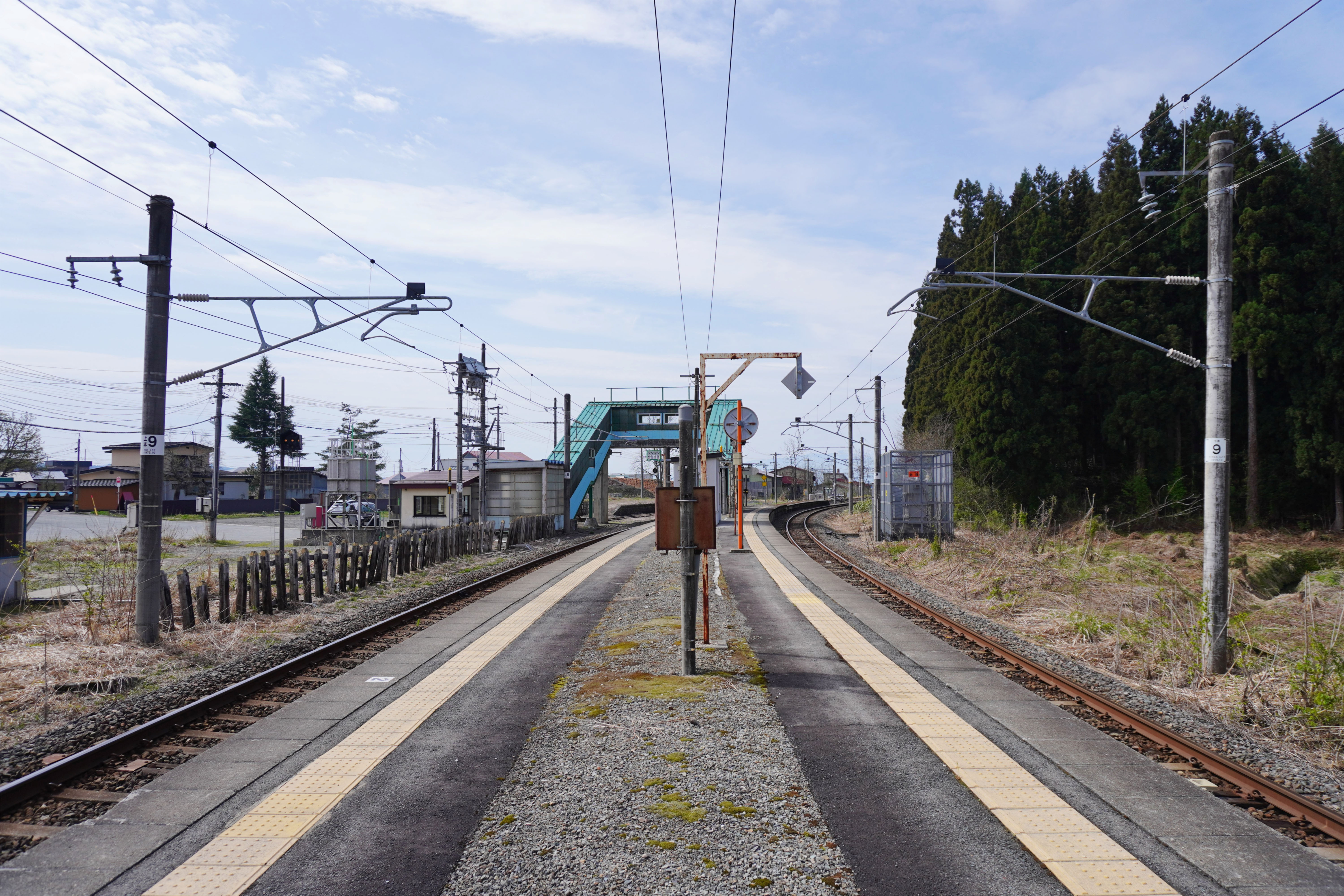
月台（2024年4月）

## 歷史
- 1913年（大正2年）7月15日：車站啟用。
- 1970年（昭和45年）10月1日：成為無人車站。
- 1987年（昭和62年）4月1日：伴隨國鐵分割民營化，車站由東日本旅客鐵道（JR東日本）營運。
- 2000年（平成12年）3月20日：車站大樓重建。

## 車站構造
車站是一座地面車站，設有1面2線的島式月台。車站與月台之間設有跨線橋連接。
此站是由新庄站管理的無人車站。在站內設有貨物月台和引上線遺蹟，現時停泊了維修路軌車輛。

### 月台
| 月台 | 路線      | 上下行 | 方向                   |
| ---- | --------- | ------ | ---------------------- |
| 1    | ■奧羽本線 | 上行   | 新庄方向               |
| 2    | ■奧羽本線 | 下行   | 真室川、湯澤、秋田方向 |

參考

## 使用狀況
在2004年度，1日平均乘車人次為33人。
| 乘車人次變化 | 乘車人次變化 |
| 年度         | 1日平均人次  |
| ------------ | ------------ |
| 2000         | 27           |
| 2001         | 40           |
| 2002         | 37           |
| 2003         | 36           |
| 2004         | 33           |

## 車站周邊
- 山形最上駕駛學校（前 日通汽車學校山形校）（日语：陸前高田ドライビングスクール）
- 泉田郵局
- 國道13號

## 相鄰車站
東日本旅客鐵道（JR東日本）
■奧羽本線
新庄－泉田－羽前豐里

## 注腳
1. ↑  JR東日本:駅構内図 （页面存档备份，存于）（日語）
2. ↑  『山形県の鉄道輸送』平成26年度版 - 山形県 （页面存档备份，存于）（日語）

## 外部連結
- 車站資訊（泉田）：東日本旅客鐵道（日語）